# Дніпровська вулиця (Труханів острів)
Дніпро́вська вулиця — зникла вулиця міста Києва, що існувала в робітничому селищі на Трухановому острові. Пролягала від початку забудови (поблизу Матвіївської затоки) до Прип'ятської вулиці.
Прилучалися Деснянська і Дулібська вулиці, Чорторийський провулок.

## Історія
Виникла під такою ж назвою 1907 року під час розпланування селища на Трухановому острові. Восени 1943 року при відступі з Києва німецькі окупанти спалили селище на острові, тоді ж припинила існування вся вулична мережа включно із Дніпровською вулицею.
Дніпровська вулиця також існувала до 1943 року у селищі Передмостова слобідка, що також розділило сумну долю селища Труханів острів.